# Bârghiș
Bârghiș oder Bîrghiș [ˈbɨrgiʃ] (deutsch Bürgisch oder Bürgesch, ungarisch Bürkös, siebenbürgisch-sächsisch Berjesch) ist eine Gemeinde im Kreis Sibiu in der Region Siebenbürgen in Rumänien.

## Lage

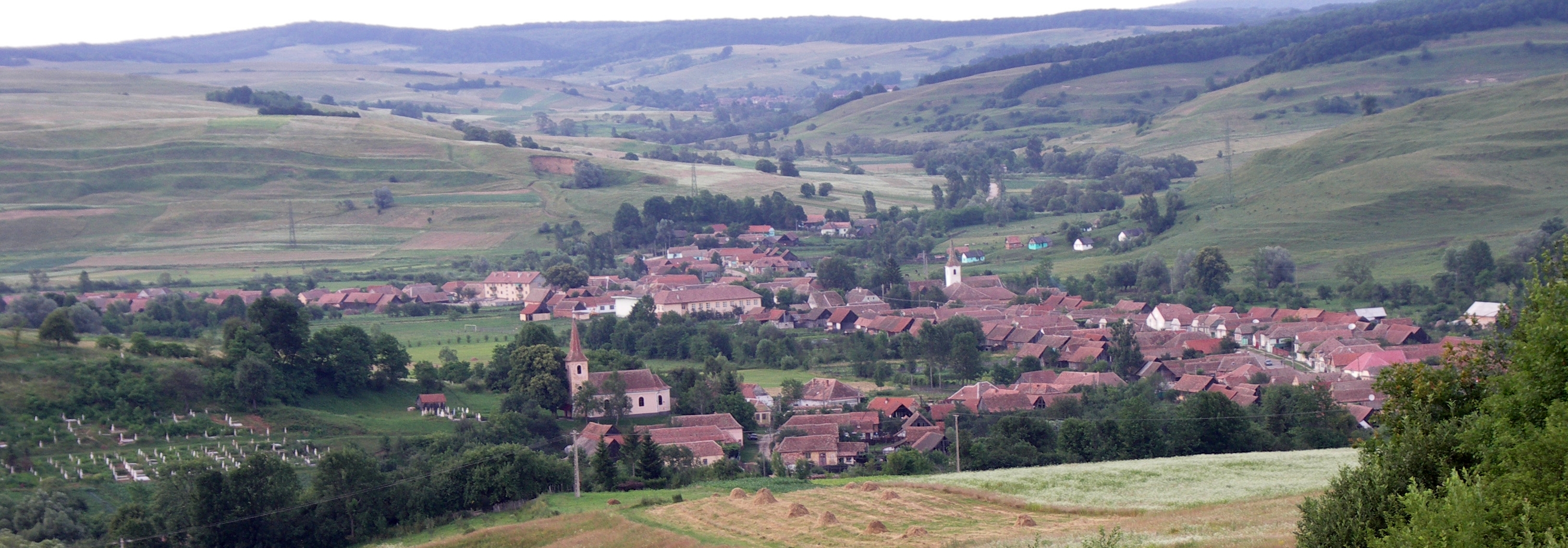
Blick auf Bârghiș

Der Ort Bârghiș liegt im Harbach-Hochland, neun Kilometer von Agnita (Agnetheln) und 65 Kilometer von der Kreishauptstadt Sibiu (Hermannstadt) entfernt, im Nordosten des gleichnamigen Kreises.

## Geschichte
Der Ort wurde 1357 unter der Bezeichnung possessio Byrges erstmals urkundlich erwähnt. Mitte des 17. Jahrhunderts ist die Errichtung einer Kirche durch Siebenbürger Sachsen belegt.
Administrativ gesehen wurde Bârghiș im Lauf des 20. Jahrhunderts eine Großgemeinde. Neben dem eigentlichen Dorf werden heute außerdem die Dörfer Apoș (Abtsdorf bei Agnetheln), Ighișu Vechi (Walachisch-Eibesdorf), Pelișor (Magarei), Vecerd (Wetscherd) und Zlagna (Schlatt) als Katastralgemeinden mitverwaltet.

## Bildung
Die Gemeinde Bürgisch verfügt über drei Kindergärten und fünf Grundschulen.

## Wirtschaft und Soziales
Landwirtschaft und Handel dominieren seit jeher das Erwerbsleben der Menschen in der Gemeinde. Jährlich finden am 23. April und 14. September Viehmärkte statt.

## Verkehr
Die Gemeinde liegt an einer für den regionalen Straßenverkehr wichtigen Kreuzung. Hier stößt die von Mediaș (Mediasch) über Moșna (Meschen) kommende Kreisstraße (drum județean) DJ 141 auf die Harbachtalstraße DJ 106, die Hermannstadt mit Agnita verbindet.